# Santa María Ilucan
Santa María Ilucan är en ort i Mexiko.   Den ligger i kommunen Tula de Allende och delstaten Hidalgo, i den sydöstra delen av landet, 70 km norr om huvudstaden Mexico City. Santa María Ilucan ligger 2 083 meter över havet och antalet invånare är 3 475.
Terrängen runt Santa María Ilucan är varierad. Santa María Ilucan ligger nere i en dal. Runt Santa María Ilucan är det ganska tätbefolkat, med 160 invånare per kvadratkilometer. Närmaste större samhälle är Colonia Santa Teresa, 19,4 km sydost om Santa María Ilucan. Trakten runt Santa María Ilucan består i huvudsak av gräsmarker.